# Rob Roy (película)
Rob Roy es una película estadounidense dramática-histórica de 1995 dirigida por Michael Caton-Jones y protagonizada por Liam Neeson, Jessica Lange, John Hurt y Tim Roth. Está basada en la historia del famoso héroe del folclore escocés Robert Roy MacGregor, más conocido como «Rob Roy». Se estrenó el 7 de abril de 1995. Por su papel en este film Tim Roth obtuvo una nominación al Óscar al mejor actor de reparto.

## Reparto
- Liam Neeson - Robert Roy MacGregor
- Jessica Lange - Mary MacGregor
- John Hurt - James Graham, Marqués de Montrose
- Tim Roth - Archibald Cunningham
- Eric Stoltz - Alan MacDonald
- Andrew Keir - John Campbell, Duque de Argyll
- Brian Cox - Killearn
- Brian McCardie - Alasdair MacGregor